# Noctua undulata
Noctua undulata là một loài bướm đêm trong họ Noctuidae.